# Делювіальні розсипи
Делювіальні розсипи (рос.делювиальные россыпи, англ. deluvial placers, нім. Deluvialseifen f pl) — скупчення зерен цінних мінералів в уламкових відкладах гір, висот, що утворилися при руйнуванні корінних родовищ і проміжних колекторів (елювіальних, алювіальних розсипів на вододілах і схилах).